# Mayagryllus yucatanus
Mayagryllus yucatanus är en insektsart som först beskrevs av Theodore Huntington Hubbell 1938.  Mayagryllus yucatanus ingår i släktet Mayagryllus och familjen syrsor. Inga underarter finns listade i Catalogue of Life.